# Неофит Кипрский
Неофи́т Ки́прский (греч. Νεόφυτος Κύπρου, также Неофи́т Затво́рник, греч. Νεόφυτος ο Έγκλειστος; 1134—1219) — монах Кипрской православной церкви, отшельник, основатель и первый настоятель Монастыря святого Неофита, хронист, чьи сочинения документировали раннюю историю Крестовых походов.

## Биография
Считается, что он родился в деревушке Като Дрис около Лефкары и был одним из восьми детей в семье. Его родители якобы по договорённости с другой семьёй решили его женить, чему Неофит, с детства будучи глубоко религиозным, воспротивился и бежал из семьи в монастырь св. Иоанна Златоуста в Куцовендисе. Затем он на короткое время всё же вернулся к мирской жизни, чтобы окончательно расторгнуть брачный договор, после чего вернулся в монастырь послушником, приняв постриг в 1152 году. К этому времени он выучился грамоте и был помощником диакона. Своё призвание видел в отшельничестве, но настоятель первоначально отказался отпустить его из монастыря по причине молодого возраста. В 1158 году, однако, Неофит получил разрешение совершить паломничество в Святую землю, где искал способа уйти в отшельничество. Вернувшись на Кипр, не оставил этой мысли и попытался бежать в Малую Азию, но был арестован в Пафосе; вскоре был освобождён из заключения, но тюремщики украли все его деньги.
В итоге в июне 1159 года он отправился в высокие холмы около Пафоса, где обнаружил пещеру, ранее занимаемую отшельником, поселился там и вскоре расширил своё убежище до трёх пещер. Через некоторое время о нём узнали люди, начавшие приносить ему пищу и подношения; спустя несколько лет его стали считать святым, а в 1170 году Василий Киннамос возвёл его в сан священника и повелел взять себе ученика. Так был основан монастырь, носящий имя Неофита. Первый устав монастыря написал в 1187 году, остаток жизни провёл в молитвах и чтении и написании книг. В 1197—1199 годах вырубил в скале церковь Честного креста (Новый Сион), был её игуменом и из неё наблюдал за строительством монастыря.

## Творения прп. Неофита
Несмотря на тот факт, что прп. Неофит, вся литературная деятельность которого была посвящена духовному окормлению вверенных ему иноков, научился читать и писать после восемнадцати лет, он считается самым плодотворным писателем средневизантийского периода кипрской истории.
Преподобный Неофит написал «О бедствиях Кипра» (в 1191 году), «Слова на Шестоднев», «Пятидесятиглавник», «Десять слов о заповедях Христовых» и «Завет». В 1214 году им была составлена последняя редакция монастырского устава под названием «Завет». Память 24 января и 28 сентября.
Преподобный написал множество оглашений, посланий, экзегетических гомилий, жития святителей Спиридона и Епифания, преподобных Димитриана и Тихона Амафунтского, и других кипрских угодников, проповеди, гимны и похвальные слова святым.

## Аскеза прп. Неофита
Как игумен монастыря и наставник монахов, прп. Неофит в своем творчестве уделял значительное место теме аскетического подвига.
Его аскетические воззрения вытекают из практического подхода к Свщ. Писанию. Он писал, что «хранящий заповедь - хранит душу свою» и «для достижения блаженного совершенства... необходимо понуждать себя, ...ибо без понуждения невозможно стяжать какого-либо блага».
Прп. Неофит перечисляет три добродетели: первая - «нестяжательность» (’ακτημοσύνη) - особенно часто упоминается в памятниках аскетической письменности; вторая - «милостивость» (’ελεημοσύνη), вытекающая из заповеди блаженств, - также высоко ставилась Св. Отцами; третья - «следование Христу» (Χρίστου οπαδία) - не встречается в аскетической письменности.
Очень много внимания в своем творчестве преподобный уделял покаянной практике своих монахов. Он заклинал их: «из поколения в поколение, с готовностью исповедовать свои ошибки и дурные мысли либо отцу-затворнику, либо тому, кого он назначит».

## Экзегеза прп. Неофита
Преподобный был весьма плодотворным экзегетом и составил комментарии к Библии, толкования на книги Свщ. Писания и множество гомилий. Экзегеза занимала в его творчестве важное место и, по предварительным впечатлениям, носила преимущественно «нравственно-аскетический и сугубо прикладной характер».
Используя библейские образы и слова Господни, прп. Неофит настаивал на исполнении установлений, содержащихся в Свщ. Писании. Встречающиеся в работах прп. Неофита пересказы и неточные ссылки на Свщ. Писание показывают, что он цитирует его по памяти. Прп. Неофит глубоко любит и прекрасно знает Свщ. Писание и очень часто ссылается на него.
Открывается интересная особенность: из 59 ссылок, сделанных им на Священное Писание в его словах «О покаянии» и «О Божьем крещении, святой любви и других величайших Божественных заповедях», 54 - из Нового Завета и только 5 - из Ветхого. Создается впечатление, что преподобный считает покаяние и любовь добродетелями исключительно Новозаветными. Истинного покаяния, в смысле изменения и преображения человеческой природы, «возрождения нашего естества, которое вследствие преступления заповеди Божией обветшало и пришло в негодность», не могло бьггь в Ветхом Завете, так как ещё не снизошёл на землю Тот «Пречистый Пекарь, Который неизреченным образом примешал Себя Самого, восприняв... восстановил и... чудесно создал все наше обветшавшее тесто и все его мешение».
Из приведенных выше цифр видно, что к Новому Завету преподобный обращался гораздо чаще, чем к Ветхому. И наиболее часто цитируемой книгой является Евангелие от Матфея. При выборе цитат из Свщ. Писания, преподобный использовал особый прием, который встречается в трех его творениях. Он брал одну главу из выбранной им книги Свщ. Писания и приводил из неё подряд 5-6 цитат, чаще всего в пересказанном виде, уподобляясь пчеле, которая не перелетает на другой цветок, пока не соберет всего нектара с первого.